# Volby do zastupitelstev obcí v Česku 1998
Volby do zastupitelstev obcí 1998 se uskutečnily v Česku 13. a 14. listopadu 1998. Bylo zvoleno 62 920 zastupitelů, 50 008 mužů a 12 912 žen. Volební účast dosáhla 46,72 %.

## Souhrnné výsledky pro všechny obce

### Zvolení zastupitelé dle volební strany
| Volební strana                                                   | Počet  | Počet |
| Volební strana                                                   | abs.   | v %   |
| ---------------------------------------------------------------- | ------ | ----- |
| Sdružení nezávislých kandidátů – místní sdružení celkem          | 26 054 | 41,41 |
| Nezávislí kandidáti                                              | 8 279  | 13,16 |
| Křesťanská a demokratická unie – Československá strana lidová    | 7 121  | 11,32 |
| Komunistická strana Čech a Moravy                                | 5 750  | 9,14  |
| Občanská demokratická strana                                     | 5 697  | 9,05  |
| Česká strana sociálně demokratická                               | 4 259  | 6,77  |
| Unie svobody – Demokratická unie                                 | 701    | 1,11  |
| Sdružení KSČM, NK                                                | 549    | 0,87  |
| Sdružení ČSSD, NK                                                | 508    | 0,81  |
| Sdružení KDU-ČSL, NK                                             | 405    | 0,64  |
| Sdružení ODS, NK                                                 | 375    | 0,60  |
| NEZÁVISLÍ                                                        | 321    | 0,51  |
| Česká strana národně sociální                                    | 247    | 0,39  |
| Strana za životní jistoty                                        | 167    | 0,27  |
| Sdružení US, NK                                                  | 165    | 0,26  |
| Občanská demokratická aliance                                    | 154    | 0,24  |
| Moravská demokratická strana                                     | 136    | 0,22  |
| Strana zelených                                                  | 110    | 0,17  |
| Demokratická unie                                                | 110    | 0,17  |
| Sdružení ČSNS, NK                                                | 90     | 0,14  |
| Volba pro město                                                  | 79     | 0,13  |
| Sdružení VPM, NK                                                 | 79     | 0,13  |
| Koalice KDU-ČSL, ODS                                             | 75     | 0,12  |
| Strana venkova – spojené občanské síly                           | 56     | 0,09  |
| Koalice SPR-RSČ, SDČR                                            | 56     | 0,09  |
| Koalice KDU-ČSL, US                                              | 54     | 0,09  |
| Strana pro otevřenou společnost                                  | 53     | 0,08  |
| Koalice ODA, US                                                  | 53     | 0,08  |
| Sdružení ODA, NK                                                 | 53     | 0,08  |
| Sdružení OS, NK                                                  | 51     | 0,08  |
| Sdružení ODS, US, NK                                             | 47     | 0,07  |
| Coexistentia – Soužití                                           | 39     | 0,06  |
| Demokratická regionální strana                                   | 39     | 0,06  |
| Sdružení SZ, NK                                                  | 36     | 0,06  |
| Hnutí nezávislých za harmonický rozvoj obcí a měst               | 35     | 0,06  |
| Koalice ODS, US                                                  | 32     | 0,05  |
| Živnostenská strana                                              | 31     | 0,05  |
| Sdružení DEU, NK                                                 | 31     | 0,05  |
| Sdružení NEZ, NK                                                 | 31     | 0,05  |
| Koalice KSČM, SDS                                                | 30     | 0,05  |
| Sdružení KDU-ČSL, ODS, NK                                        | 27     | 0,04  |
| Republikánská strana zemědělského a malorolnického lidu          | 26     | 0,04  |
| Hnutí samosprávné Moravy a Slezska                               | 26     | 0,04  |
| Strana moravského venkova                                        | 24     | 0,04  |
| Koalice KDU-ČSL, ODS, US                                         | 22     | 0,03  |
| Strana demokratického socialismu                                 | 20     | 0,03  |
| Koalice KDU-ČSL, ČSNS                                            | 20     | 0,03  |
| Koalice ODA, ODS                                                 | 19     | 0,03  |
| Čtyřkoalice                                                      | 18     | 0,03  |
| Sdružení KSČM, SDS, NK                                           | 18     | 0,03  |
| Sdružení SDS, NK                                                 | 16     | 0,03  |
| Sdružení MODS, NK                                                | 16     | 0,03  |
| Sdružení pro republiku – Republikánská strana Československa     | 15     | 0,02  |
| Sdružení SV, NK                                                  | 15     | 0,02  |
| Sdružení nezávislých                                             | 13     | 0,02  |
| Koalice ODA, KAN, DEU                                            | 13     | 0,02  |
| Sdružení DŽJ, NK                                                 | 13     | 0,02  |
| Celostátní aktiv občanů                                          | 12     | 0,02  |
| Klub angažovaných nestraníků                                     | 11     | 0,02  |
| Pravá volba pro Plzeň                                            | 11     | 0,02  |
| Koalice KDU-ČSL, ODA                                             | 11     | 0,02  |
| Koalice ČSSD, DŽJ                                                | 11     | 0,02  |
| Česká pravice                                                    | 10     | 0,02  |
| Občanská koalice – Politický klub                                | 10     | 0,02  |
| Koalice SZ, ČSSD                                                 | 9      | 0,01  |
| Koalice ČSSD, KSČM                                               | 9      | 0,01  |
| Koalice DEU, US                                                  | 9      | 0,01  |
| Strana podnikatelů, živnostníků a rolníků ČR                     | 8      | 0,01  |
| Koalice KDU-ČSL, DEU                                             | 8      | 0,01  |
| Sdružení KDU-ČSL, ODS, US, NK                                    | 8      | 0,01  |
| Sdružení SZ, ODS, NK                                             | 8      | 0,01  |
| Sdružení HSMSMNSJ, NK                                            | 8      | 0,01  |
| Koalice KDU-ČSL, KSČM                                            | 7      | 0,01  |
| Koalice KDU-ČSL, DEU, US                                         | 7      | 0,01  |
| Koalice ČSNS, ODS                                                | 7      | 0,01  |
| Sdružení KDU-ČSL, KSČM, NK                                       | 7      | 0,01  |
| Sdružení ČSSD, SDS, NK                                           | 7      | 0,01  |
| Sdružení CAO, NK                                                 | 7      | 0,01  |
| Sdružení COEX, NK                                                | 7      | 0,01  |
| Občanská liga FORUM                                              | 6      | 0,01  |
| Sdružení KDU-ČSL, ČSNS, NK                                       | 6      | 0,01  |
| Sdružení ČSSD, SPR-RSČ, HSMSMNSJ, NK                             | 6      | 0,01  |
| Humanistická aliance                                             | 5      | 0,01  |
| Koalice KDU-ČSL, ČSNS, US                                        | 5      | 0,01  |
| Koalice KDU-ČSL, SZ, NEZ                                         | 5      | 0,01  |
| Koalice ČSNS, ČSSD                                               | 5      | 0,01  |
| Koalice ČSNS, US                                                 | 5      | 0,01  |
| Koalice ODA, KAN, DEU, US                                        | 5      | 0,01  |
| Koalice ODA, OS                                                  | 5      | 0,01  |
| Koalice ODS, DEU                                                 | 5      | 0,01  |
| Sdružení ČSNS, ODA, NK                                           | 5      | 0,01  |
| Sdružení DŽJ, SDS, NK                                            | 5      | 0,01  |
| Sdružení KSČM, SDS, SV, NK                                       | 5      | 0,01  |
| Sdružení US, VPM, NK                                             | 5      | 0,01  |
| Nezávislá iniciativa (NEI)                                       | 4      | 0,01  |
| Republikánská unie                                               | 4      | 0,01  |
| Pravá alternativa                                                | 4      | 0,01  |
| Pražané Praze                                                    | 4      | 0,01  |
| Zlínské hnutí nezávislých                                        | 4      | 0,01  |
| Hnutí pro Havířov                                                | 4      | 0,01  |
| Aliance nezávislých občanů                                       | 4      | 0,01  |
| Koalice KDU-ČSL, ODA, ODS, US                                    | 4      | 0,01  |
| Koalice ČSSD, SV                                                 | 4      | 0,01  |
| Sdružení ODA, US, NK                                             | 4      | 0,01  |
| Sdružení KAN, NK                                                 | 4      | 0,01  |
| Sdružení KSČM, HSMSMNSJ, NK                                      | 4      | 0,01  |
| Sdružení DRS, NK                                                 | 4      | 0,01  |
| Hnutí za prosperitu Brna                                         | 3      | 0,00  |
| Nezávislé sdružení sportovců města Mostu                         | 3      | 0,00  |
| Koalice KDU-ČSL, SZ, DEU                                         | 3      | 0,00  |
| Koalice KDU-ČSL, HSMSMNSJ                                        | 3      | 0,00  |
| Koalice KDU-ČSL, NEZ                                             | 3      | 0,00  |
| Koalice ČSNS, ODA                                                | 3      | 0,00  |
| Koalice ČSNS, DEU                                                | 3      | 0,00  |
| Koalice ČSSD, SDS                                                | 3      | 0,00  |
| Koalice ČSSD, HSMSMNSJ                                           | 3      | 0,00  |
| Koalice ODA, ODS, DEU                                            | 3      | 0,00  |
| Koalice KAN, DEU, US                                             | 3      | 0,00  |
| Koalice VRS, PB, SKS                                             | 3      | 0,00  |
| Koalice DEU, MODS                                                | 3      | 0,00  |
| Koalice NEZ, US                                                  | 3      | 0,00  |
| Sdružení KDU-ČSL, DEU, NK                                        | 3      | 0,00  |
| Sdružení KDU-ČSL, US, NK                                         | 3      | 0,00  |
| Sdružení KDU-ČSL, SKS, NK                                        | 3      | 0,00  |
| Sdružení SZ, DEU, NK                                             | 3      | 0,00  |
| Sdružení ODA, ODS, NK                                            | 3      | 0,00  |
| Sdružení ODA, DEU, NK                                            | 3      | 0,00  |
| Sdružení DEU, US, NK                                             | 3      | 0,00  |
| Romská občanská iniciativa ČR                                    | 2      | 0,00  |
| Strana drobných podnikatelů                                      | 2      | 0,00  |
| Iniciativa pražských občanů                                      | 2      | 0,00  |
| Strana konzervativní smlouvy                                     | 2      | 0,00  |
| Nezávislé sdružení občanů Blanska                                | 2      | 0,00  |
| 1,Sdružení nezávislých kandidátů Tábor                           | 2      | 0,00  |
| Unie pro sport a zdraví                                          | 2      | 0,00  |
| Koalice KDU-ČSL, OS                                              | 2      | 0,00  |
| Koalice ODA, NEZ                                                 | 2      | 0,00  |
| MORAVSKÁ KOALICE                                                 | 2      | 0,00  |
| Sdružení ČSNS, SZ, KAN, D92, MDS, NEZ, PB, OK, NK                | 2      | 0,00  |
| Sdružení SZ, MODS, NK                                            | 2      | 0,00  |
| Sdružení SZ, OS, NK                                              | 2      | 0,00  |
| Sdružení ČSSD, DŽJ, NK                                           | 2      | 0,00  |
| Sdružení DŽJ, OS, NK                                             | 2      | 0,00  |
| Sdružení KAN, DEU, NK                                            | 2      | 0,00  |
| Sdružení VRS, NK                                                 | 2      | 0,00  |
| Sdružení ŽS, NK                                                  | 2      | 0,00  |
| Národně demokratická strana                                      | 1      | 0,00  |
| Strana zdravotně postižených, důchodců a sociálně slabých občanů | 1      | 0,00  |
| Masarykova demokratická strana                                   | 1      | 0,00  |
| Československá strana socialistická                              | 1      | 0,00  |
| Sdružení nezávislých kandidátů města České Budějovice            | 1      | 0,00  |
| Pravý blok                                                       | 1      | 0,00  |
| Českobudějovická nezávislá nová volba                            | 1      | 0,00  |
| Koalice KDU-ČSL, ODA, DEU                                        | 1      | 0,00  |
| Koalice KDU-ČSL, SKS                                             | 1      | 0,00  |
| Koalice ČSNS, DŽJ                                                | 1      | 0,00  |
| Koalice SZ, ODA                                                  | 1      | 0,00  |
| Koalice SPR-RSČ, SDČR, MODS                                      | 1      | 0,00  |
| Koalice ODA, DEU                                                 | 1      | 0,00  |
| Sdružení SZ, DŽJ, NK                                             | 1      | 0,00  |
| Sdružení SPR-RSČ, NK                                             | 1      | 0,00  |
| Sdružení ODA, VPM, NK                                            | 1      | 0,00  |
| Sdružení MDS, NK                                                 | 1      | 0,00  |
| Sdružení ČP, NK                                                  | 1      | 0,00  |
| Sdružení MODS, HSMSMNSJ, NK                                      | 1      | 0,00  |
| Sdružení OK, NK                                                  | 1      | 0,00  |

### Zvolení zastupitelé dle navrhující strany
| Číslo a název strany | Číslo a název strany                               | Počet  | Počet |
| Číslo a název strany | Číslo a název strany                               | abs.   | v %   |
| -------------------- | -------------------------------------------------- | ------ | ----- |
| 80                   | Nezávislí kandidáti                                | 36 116 | 57,40 |
| 1                    | Křesťan.a demokrat.unie–Českosl.strana lidová      | 7 345  | 11,67 |
| 47                   | Komunistická strana Čech a Moravy                  | 6 026  | 9,58  |
| 53                   | Občanská demokratická strana                       | 5 938  | 9,44  |
| 7                    | Česká strana sociálně demokratická                 | 4 422  | 7,03  |
| 102                  | Unie svobody – Demokratická unie                   | 879    | 1,40  |
| 88                   | NEZÁVISLÍ                                          | 330    | 0,52  |
| 2                    | Česká strana národně sociální                      | 288    | 0,46  |
| 13                   | Občanská demokratická aliance                      | 228    | 0,36  |
| 20                   | Strana za životní jistoty                          | 173    | 0,27  |
| 5                    | Strana zelených                                    | 142    | 0,23  |
| 82                   | Moravská demokratická strana                       | 142    | 0,23  |
| 81                   | Demokratická unie                                  | 133    | 0,21  |
| 113                  | Volba pro město                                    | 94     | 0,15  |
| 103                  | Strana pro otevřenou společnost                    | 75     | 0,12  |
| 11                   | Sdružení pro republiku–Republikán.strana Českosl.  | 70     | 0,11  |
| 74                   | Strana demokratického socialismu                   | 63     | 0,10  |
| 101                  | Strana venkova – spojené občanské síly             | 58     | 0,09  |
| 72                   | Coexistentia – Soužití                             | 44     | 0,07  |
| 110                  | Demokratická regionální strana                     | 40     | 0,06  |
| 83                   | Hnutí samosprávné Moravy a Slezska                 | 35     | 0,06  |
| 112                  | Hnutí nezávislých za harmonický rozvoj obcí a měst | 35     | 0,06  |
| 92                   | Živnostenská strana                                | 32     | 0,05  |
| 21                   | Republikán.str.zemědělského a malorolnického lidu  | 26     | 0,04  |
| 34                   | Strana moravského venkova                          | 24     | 0,04  |
| 40                   | Klub angažovaných nestraníků                       | 21     | 0,03  |
| 25                   | Celostátní aktiv občanů                            | 13     | 0,02  |
| 129                  | Sdružení nezávislých                               | 13     | 0,02  |
| 104                  | Občanská koalice – Politický klub                  | 11     | 0,02  |
| 111                  | Pravá volba pro Plzeň                              | 11     | 0,02  |
| 77                   | Česká pravice                                      | 10     | 0,02  |
| 64                   | Strana podnikatelů, živnostníků a rolníků ČR       | 8      | 0,01  |
| 105                  | Strana konzervativní smlouvy                       | 6      | 0,01  |
| 116                  | Občanská liga FORUM                                | 6      | 0,01  |
| 43                   | Pravá alternativa                                  | 5      | 0,01  |
| 100                  | Humanistická aliance                               | 5      | 0,01  |
| 9                    | Nezávislá iniciativa (NEI)                         | 4      | 0,01  |
| 14                   | Republikánská unie                                 | 4      | 0,01  |
| 85                   | Pražané Praze                                      | 4      | 0,01  |
| 109                  | Zlínské hnutí nezávislých                          | 4      | 0,01  |
| 114                  | Hnutí pro Havířov                                  | 4      | 0,01  |
| 120                  | Aliance nezávislých občanů                         | 4      | 0,01  |
| 79                   | Sdružení důchodců České republiky                  | 3      | 0,00  |
| 108                  | Hnutí za prosperitu Brna                           | 3      | 0,00  |
| 118                  | Nezávislé sdružení sportovců města Mostu           | 3      | 0,00  |
| 12                   | Romská občanská iniciativa ČR                      | 2      | 0,00  |
| 45                   | Strana drobných podnikatelů                        | 2      | 0,00  |
| 86                   | Iniciativa pražských občanů                        | 2      | 0,00  |
| 98                   | Pravý blok                                         | 2      | 0,00  |
| 115                  | Nezávislé sdružení občanů Blanska                  | 2      | 0,00  |
| 117                  | 1.Sdružení nezávislých kandidátů Tábor             | 2      | 0,00  |
| 119                  | Unie pro sport a zdraví                            | 2      | 0,00  |
| 51                   | Národně demokratická strana                        | 1      | 0,00  |
| 59                   | Str.zdrav.postiž.,důchodců a sociálně slab.občanů  | 1      | 0,00  |
| 68                   | Masarykova demokratická strana                     | 1      | 0,00  |
| 76                   | Československá strana socialistická                | 1      | 0.00  |
| 91                   | Sdružení nezávislých kandidátů města Č.Budějovice  | 1      | 0,00  |
| 122                  | Českobudějovická nezávislá nová volba              | 1      | 0,00  |

### Zvolení zastupitelé dle politické příslušnosti
| Číslo a název strany | Číslo a název strany                               | Počet  | Počet |
| Číslo a název strany | Číslo a název strany                               | abs.   | v %   |
| -------------------- | -------------------------------------------------- | ------ | ----- |
| 99                   | Bez politické příslušnosti                         | 48 482 | 77,05 |
| 47                   | Komunistická strana Čech a Moravy                  | 4 433  | 7,05  |
| 1                    | Křesťan.a demokrat.unie–Českosl.strana lidová      | 3 052  | 4,85  |
| 53                   | Občanská demokratická strana                       | 2 970  | 4,72  |
| 7                    | Česká strana sociálně demokratická                 | 1 900  | 3,02  |
| 88                   | NEZÁVISLÍ                                          | 837    | 1,33  |
| 102                  | Unie svobody – Demokratická unie                   | 437    | 0,69  |
| 13                   | Občanská demokratická aliance                      | 126    | 0,20  |
| 2                    | Česká strana národně sociální                      | 115    | 0,18  |
| 20                   | Strana za životní jistoty                          | 99     | 0,16  |
| 5                    | Strana zelených                                    | 71     | 0,11  |
| 81                   | Demokratická unie                                  | 60     | 0,10  |
| 82                   | Moravská demokratická strana                       | 56     | 0,09  |
| 11                   | Sdružení pro republiku–Republikán.strana Českosl.  | 55     | 0,09  |
| 74                   | Strana demokratického socialismu                   | 45     | 0,07  |
| 113                  | Volba pro město                                    | 21     | 0,03  |
| 83                   | Hnutí samosprávné Moravy a Slezska                 | 18     | 0,03  |
| 34                   | Strana moravského venkova                          | 16     | 0,03  |
| 92                   | Živnostenská strana                                | 14     | 0,02  |
| 110                  | Demokratická regionální strana                     | 14     | 0,02  |
| 40                   | Klub angažovaných nestraníků                       | 13     | 0,02  |
| 21                   | Republikán.str.zemědělského a malorolnického lidu  | 12     | 0,02  |
| 72                   | Coexistentia – Soužití                             | 10     | 0,02  |
| 103                  | Strana pro otevřenou společnost                    | 7      | 0,01  |
| 101                  | Strana venkova – spojené občanské síly             | 6      | 0,01  |
| 112                  | Hnutí nezávislých za harmonický rozvoj obcí a měst | 5      | 0,01  |
| 109                  | Zlínské hnutí nezávislých                          | 4      | 0,01  |
| 64                   | Strana podnikatelů, živnostníků a rolníků ČR       | 3      | 0,00  |
| 98                   | Pravý blok                                         | 3      | 0,00  |
| 104                  | Občanská koalice – Politický klub                  | 3      | 0,00  |
| 116                  | Občanská liga FORUM                                | 3      | 0,00  |
| 9                    | Nezávislá iniciativa (NEI)                         | 2      | 0,00  |
| 43                   | Pravá alternativa                                  | 2      | 0,00  |
| 59                   | Str.zdrav.postiž.,důchodců a sociálně slab.občanů  | 2      | 0,00  |
| 68                   | Masarykova demokratická strana                     | 2      | 0,00  |
| 100                  | Humanistická aliance                               | 2      | 0,00  |
| 105                  | Strana konzervativní smlouvy                       | 2      | 0,00  |
| 115                  | Nezávislé sdružení občanů Blanska                  | 2      | 0,00  |
| 120                  | Aliance nezávislých občanů                         | 2      | 0,00  |
| 12                   | Romská občanská iniciativa ČR                      | 1      | 0,00  |
| 25                   | Celostátní aktiv občanů                            | 1      | 0,00  |
| 32                   | Českomoravská unie středu                          | 1      | 0,00  |
| 37                   | Strana demokratické levice                         | 1      | 0,00  |
| 49                   | Hnutí angažovaných Romů                            | 1      | 0,00  |
| 55                   | KORUNA ČESKÁ, Monarch,hnutí Čech, Moravy a Slezska | 1      | 0,00  |
| 76                   | Československá strana socialistická                | 1      | 0,00  |
| 77                   | Česká pravice                                      | 1      | 0,00  |
| 79                   | Sdružení důchodců České republiky                  | 1      | 0,00  |
| 86                   | Iniciativa pražských občanů                        | 1      | 0,00  |
| 91                   | Sdružení nezávislých kandidátů města Č,Budějovice  | 1      | 0,00  |
| 111                  | Pravá volba pro Plzeň                              | 1      | 0,00  |
| 114                  | Hnutí pro Havířov                                  | 1      | 0,00  |
| 122                  | Českobudějovická nezávislá nová volba              | 1      | 0,00  |